# West Point (Wirginia)
West Point – miasto w Stanach Zjednoczonych, w stanie Wirginia, w hrabstwie King William.